# .gf
.gf는 프랑스령 기아나의 인터넷 국가 코드 최상위 도메인이다. Net plus에서 관리한다. 잘 사용되지는 않는다.

## 같이 보기
- ISO 3166-2:GF
- .fr
- .eu